# 马修·哈德逊-史密斯
马修·哈德逊-史密斯（英語：Matthew Hudson-Smith，1994年10月26日—）是一名专长于400米赛跑的英国田径短跑运动员。他曾参加2016年里约奥运，在男子400米项目决赛上以44秒61获得第8名。